# Geokichla gurneyi
Geokichla gurneyi е вид птица от семейство Turdidae.

## Разпространение
Видът е разпространен в Ангола, Замбия, Зимбабве, Демократична република Конго, Кения, Малави, Мозамбик, Свазиленд, Танзания и Южна Африка.